# Bogislav X av Pommern
Bogislav X av Pommern, född omkring 1454, död 1523, var en pommersk hertig. Han var son till Erik II av Pommern och Bogislav IX:s dotter Sofia av Pommern-Stolp.
Bogislav var en av de mest framträdande furstarna i Pommerns historia, och lyckades genom arv 1478 förena hela Pommern under sitt välde. Han strävade att göra landet oberoende av Brandenburg, vars länsöverhöghet det erkände. Detta lyckades också 1493, varvid dock Bogislav lovade, att vid pommerska hertighusets utslockande den brandenburgska ätten Hohenzollern skulle få arvsrätt till Pommern.